# Дагомейская религия
Дагомейская религия — религия, которую исповедуют люди африканского народа Фон и люди королевства Дагомея, которое до 1900 года находилось на территории современного Бенина. Дагомейцы, вывезенные из королевства на Антильские острова, использовали элементы дагомейской религии для формирования религии Вуду и других религий вест-индских негров.

## Боги
Богами-творцами в дагомейской религии являются Маву (женщина) и Лиза (мужчина), иногда их объединяют как Маву-Лиза. Они женаты друг на друге и являются близнецами верховного женского существа Наны Булуку. Они создали мир и упорядочили его, создали растения, животных и людей. Весь процесс создания занял четыре дня:
- 1 день: создание мира и человечества.
- 2 день: Земля стала пригодной для проживания на ней человека.
- 3 день: Человечеству были даны интеллект, язык и чувства.
- 4 день: Человечество получило в дар технологии.

Потомками-духами Маву-Лизы являются Гбаду, Да, Огун, Дамбала и Аге.

### Список богов
- Аге, бог-покровитель охотников, дикой природы и животных.

- Огун, бог войны, покровитель кузнецов и ремесленников
- Да
- Дамбала

- Аврикити
- Айаба и Локо, сёстры-богини
- Эгберун
- Фа
- Глети, бог луны.
- Папа Легба
- Нана Булуку, верховное существо женского пола.
- Окану
- Сакпата, божество оспы.
- Согбо
- Ксевиосо, бог грома.
- Зинсу и Зинси
- Йо

## Галерея

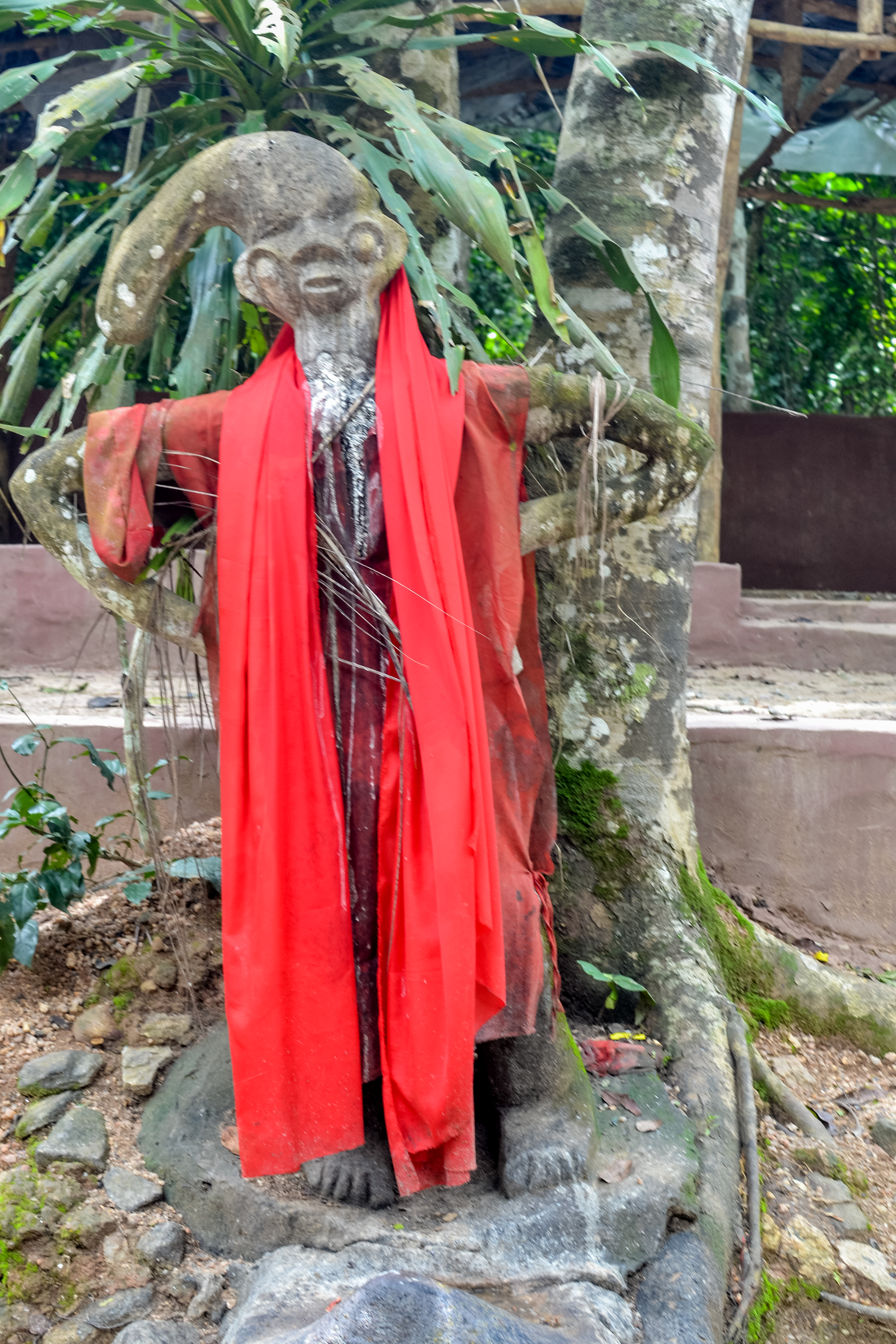
Огун
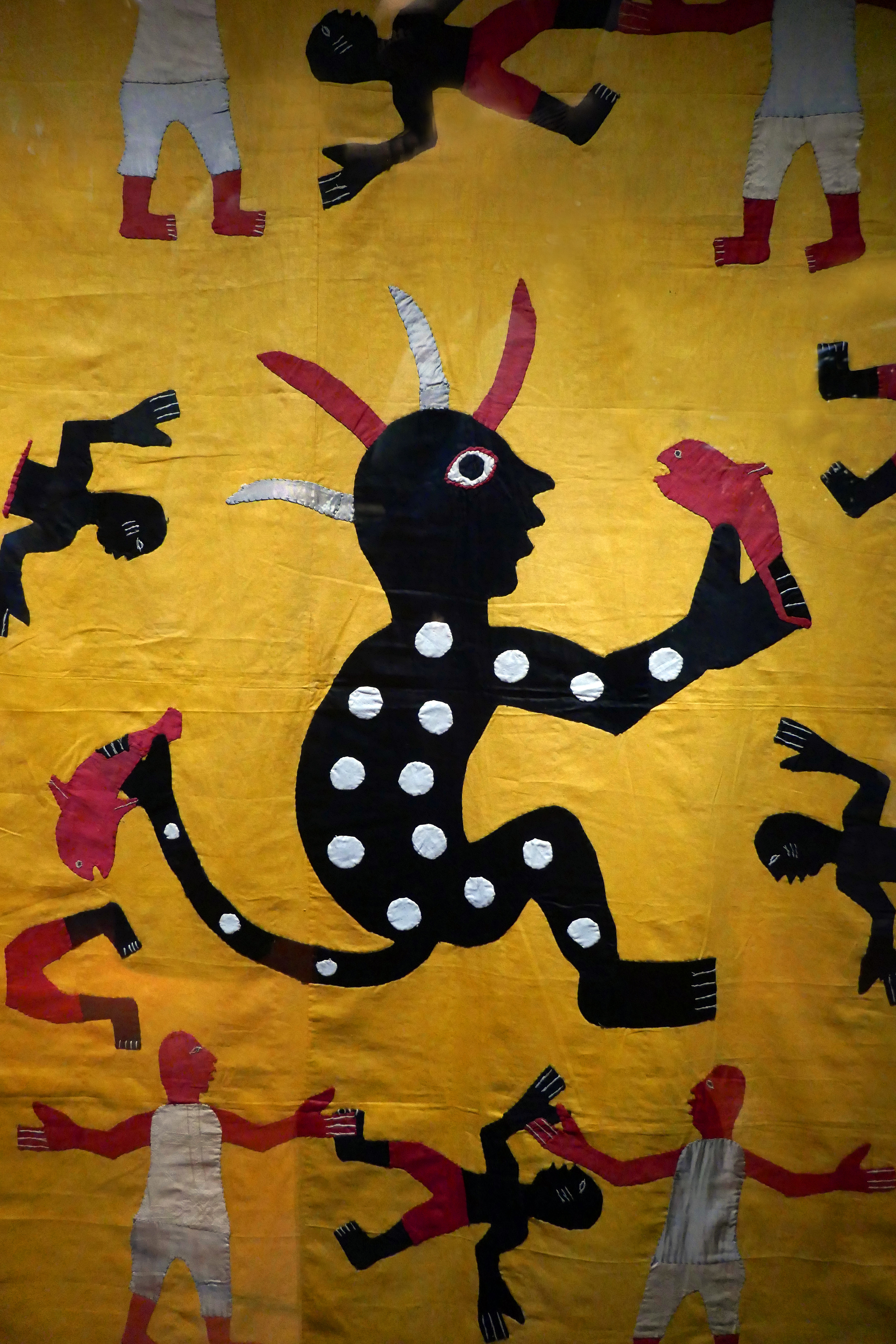
Сакпата